# Julee Cruise

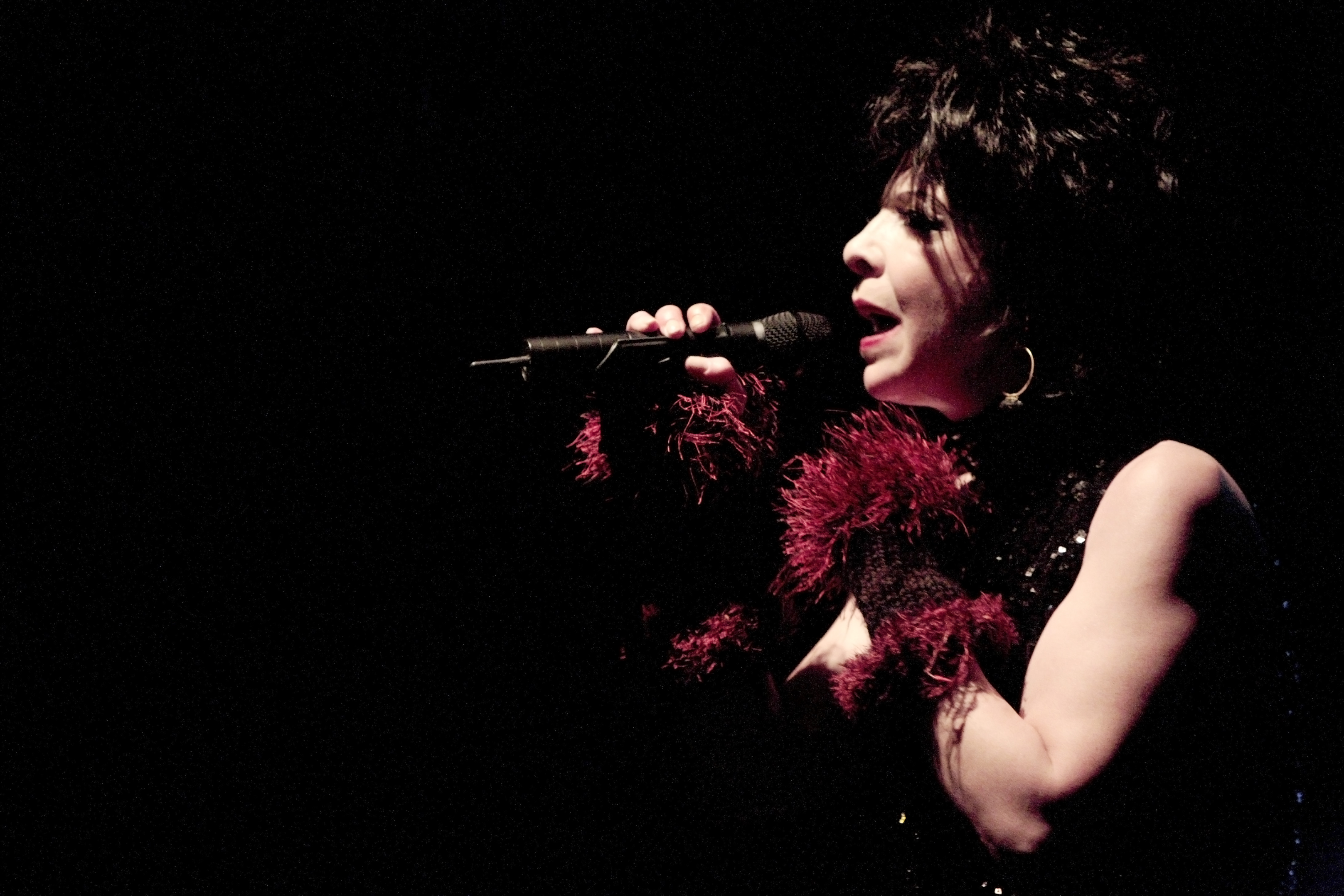
Julee Cruise, 2008

Julee Cruise (* 1. Dezember 1956 in Creston, Iowa; † 9. Juni 2022 in Pittsfield, Massachusetts) war eine US-amerikanische Sängerin.

## Karriere
Bekannt wurde Cruise durch die Zusammenarbeit mit David Lynch als Sängerin für einige Lieder in seinen Filmen. Aus urheberrechtlichen Gründen konnte Lynch 1986 in seinem Film Blue Velvet das Lied Song to the Siren von Tim Buckley nicht verwenden, weshalb er mit Angelo Badalamenti, der für die Melodie verantwortlich war, das Lied Mysteries of Love komponierte. Die Sängerin für dieses Lied wurde dann Julee Cruise mit ihrem so charakteristischen sphärischen und langsamen „Hauchgesang“.
Zwischen 1990 und 1992 war sie mehrfach als Nachtclubsängerin in der Serie Twin Peaks und anschließend in dem Film Twin Peaks – Der Film zu sehen, in denen sie die Lieder Falling, The Nightingale, Into the Night, Rockin’ Back Inside My Heart, The World Spins und Questions in a World of Blue sang. 1989 wurde ihr Album Floating into the Night veröffentlicht, dessen Lieder ausnahmslos von David Lynch (Texte) und Angelo Badalamenti (Melodie) stammten, die hier beide auch als Produzenten in Erscheinung traten. Im Anschluss setzte sie ihre Arbeit mit den beiden fort; so entstand 1993 The Voice of Love. Beide Alben enthalten zahlreiche Twin-Peaks-Songs. 1990 trat sie außerdem mit einigen ihrer Lieder in Lynchs TV-Produktion Industrial Symphony No. 1: The Dream of the Brokenhearted auf.
Nach diesem zweiten Album gab es zwischen Cruise und Badalamenti sowie Lynch Streit. Cruise wollte nicht länger nur singen, sondern auch selbst an den Songs mit schreiben. Sieben Jahre lang redeten die Beteiligten nicht mehr miteinander; später zeigten sie sich wieder versöhnlich, veröffentlichten aber kein weiteres Album. Allerdings wirkte Cruise in der dritten Staffel von Twins Peaks (Twin Peaks – The Return) im Jahr 2017 erneut in einer Episode als Sängerin im Road House mit.
1992 und 1993 nahm Julee Cruise für eine Tournee durch Amerika und Europa bei The B-52’s den Platz von Cindy Wilson vorübergehend ein. 2002 erschien mit The Art of Being a Girl nach langer Zeit wieder ein Studioalbum von Cruise, dieses Mal ohne Hilfe von Badalamenti und Lynch.
Sie ist auf mehreren Stücken der Alben Dreams Top Rock (2003) und Monstrous Surplus (2007) des deutschen Komponisten und Musikers Marcus Schmickler zu hören. Auch mit dem Produzenten Khan arbeitete sie wiederholt zusammen, so unter anderem an den Stücken Say Goodbye und Body Dump.
Für die Folge Das Geheimnis von Dual Spires der US-Fernsehserie Psych interpretierte Cruise das Titellied. Die Folge ist als Hommage an die Serie Twin Peaks angelegt; mehrere Schauspieler der Serie haben Gastauftritte in dieser Folge.
Cruise war seit 1988 mit dem Autor und Journalisten Edward Grinnan verheiratet. Cruise starb am 9. Juni 2022 im Alter von 65 Jahren im Beisein ihres Mannes durch Suizid. Sie hatte bereits seit Längerem unter Lupus erythematodes sowie Depressionen gelitten.

## Diskografie

### Studioalben
| Jahr | Titel                   | Höchstplatzierung, Gesamtwochen, AuszeichnungChartplatzierungen (Jahr, Titel, Platzierungen, Wochen, Auszeichnungen, Anmerkungen) | Höchstplatzierung, Gesamtwochen, AuszeichnungChartplatzierungen (Jahr, Titel, Platzierungen, Wochen, Auszeichnungen, Anmerkungen) | Höchstplatzierung, Gesamtwochen, AuszeichnungChartplatzierungen (Jahr, Titel, Platzierungen, Wochen, Auszeichnungen, Anmerkungen) | Höchstplatzierung, Gesamtwochen, AuszeichnungChartplatzierungen (Jahr, Titel, Platzierungen, Wochen, Auszeichnungen, Anmerkungen) | Höchstplatzierung, Gesamtwochen, AuszeichnungChartplatzierungen (Jahr, Titel, Platzierungen, Wochen, Auszeichnungen, Anmerkungen) | Anmerkungen                                                     |
| Jahr | Titel                   | DE | AT | CH | UK | US | Anmerkungen                                                     |
| ---- | ----------------------- | --- | --- | --- | --- | --- | --------------------------------------------------------------- |
| 1989 | Floating into the Night | — | — | — | UK— SilberUK | US74 (20 Wo.)US | Erstveröffentlichung: 12. September 1989                        |
| 1990 | Music from Twin Peaks   | — | — | — | UK27 (24 Wo.)UK | — | Erstveröffentlichung: 11. September 1990 mit Angelo Badalamenti |

Weitere Alben
- 1993: The Voice of Love
- 2002: The Art of Being a Girl
- 2011: My Secret Life

### Singles
| Jahr | Titel Album                                             | Höchstplatzierung, Gesamtwochen, AuszeichnungChartplatzierungen (Jahr, Titel, Album, Platzierungen, Wochen, Auszeichnungen, Anmerkungen) | Höchstplatzierung, Gesamtwochen, AuszeichnungChartplatzierungen (Jahr, Titel, Album, Platzierungen, Wochen, Auszeichnungen, Anmerkungen) | Höchstplatzierung, Gesamtwochen, AuszeichnungChartplatzierungen (Jahr, Titel, Album, Platzierungen, Wochen, Auszeichnungen, Anmerkungen) | Höchstplatzierung, Gesamtwochen, AuszeichnungChartplatzierungen (Jahr, Titel, Album, Platzierungen, Wochen, Auszeichnungen, Anmerkungen) | Höchstplatzierung, Gesamtwochen, AuszeichnungChartplatzierungen (Jahr, Titel, Album, Platzierungen, Wochen, Auszeichnungen, Anmerkungen) | Anmerkungen                                  |
| Jahr | Titel Album                                             | DE | AT | CH | UK | US | Anmerkungen                                  |
| ---- | ------------------------------------------------------- | --- | --- | --- | --- | --- | -------------------------------------------- |
| 1990 | Falling Floating into the Night / Music from Twin Peaks | DE17 (10 Wo.)DE | AT14 (11 Wo.)AT | CH25 (2 Wo.)CH | UK7 (12 Wo.)UK | — | Erstveröffentlichung: Oktober 1990           |
| 1991 | Rockin’ Back Inside My Heart Floating into the Night    | — | — | — | UK66 (5 Wo.)UK | — | Erstveröffentlichung: Februar 1991           |
| 1999 | If I Survive Wide Angle                                 | — | — | — | UK52 (2 Wo.)UK | — | Erstveröffentlichung: August 1999 mit Hybrid |